# KOMPSAT-2
KOMPSat-2 (від англ. KOrea Multi-Purpose SATellite, також відомий як Arirang-2) - південнокорейський супутник дистанційного зондування Землі.
Планувалося, що апарат забезпечить знімання земної поверхні з роздільною здатністю 1 м у панхроматичному режимі (один канал) та 4 м у мультиспектральному режимі.
Розміри апарата становлять: висота близько 2,8 м, діаметр 2,0 м. При розгорнутих стулках сонячної батареї та антен висота та довжина апарата становить 2,8 та 6,9 м. Маса апарата в заправленому стані близько 800 кг.
Запуск апарата на орбіту висотою 685 км з нахилом 98,13°, що спочатку планувався на листопад 2005 року, у жовтні того ж року відкладено через невдалий запуск супутника CryoSat-1 і здійснено тільки 28 липня 2006 року за допомогою ракети-носія Рокот/Бриз-КМ із космодрому Плесецьк.